# Debbie Flintoff-King
Debra "Debbie" Flintoff-King, née le 20 avril 1960 à Melbourne, est une athlète australienne, championne olympique du 400 m haies aux Jeux olympiques d'été de 1988.
Elle avait terminé sixième de la finale olympique du 400 m haies des femmes disputée en 1984 à Los Angeles.
En 1986, aux jeux du Commonwealth, elle remportait le titre sur 400 m et 400 m haies. Aux jeux de Séoul, elle remporta le titre sur 400 m haies devant la Soviétique Tatyana Ledovskaya et l'Est-Allemande Ellen Fiedler.
Aux Jeux olympiques d'été de 2000 à Sydney, elle a porté la flamme olympique avant que Cathy Freeman allume la vasque olympique.

## Palmarès

### Jeux olympiques d'été
- Jeux olympiques d'été de 1984 à Los Angeles ( États-Unis)
  - 6e sur 400 m haies
- Jeux olympiques d'été de 1988 à Séoul ( Corée du Sud)
  -  Médaille d'or sur 400 m haies
  - relais 4 × 400 m non partant en série

### Championnats du monde d'athlétisme
- Championnats du monde d'athlétisme de 1983 à Helsinki ( Finlande)
  - éliminé en demi-finale sur 400 m haies
- Championnats du monde d'athlétisme de 1987 à Rome ( Italie)
  -  Médaille d'argent en relais 4 × 400 m

### Jeux du Commonwealth
- Jeux du Commonwealth de 1982 à Brisbane ( Australie)
  -  Médaille d'or sur 400 m haies
  -  Médaille d'argent en relais 4 × 400 m
- Jeux du Commonwealth de 1986 à Édimbourg ( Écosse)
  -  Médaille d'or sur 400 m
  -  Médaille d'or sur 400 m haies
  -  Médaille de bronze en relais 4 × 400 m
- Jeux du Commonwealth de 1990 à Auckland ( Nouvelle-Zélande)
  -  Médaille d'argent sur 400 m haies
  -  Médaille d'argent en relais 4 × 400 m

### Records
- Record olympique du 400 m haies en 54 s 00 le 26 septembre 1988 à Séoul (amélioration du record d'Ellen Fiedler réalisé le jour précédent)
- Record olympique du 400 m haies en 53 s 17 le 28 septembre 1988 à Séoul (amélioration de son précédent record, sera battu par Deon Hemmings le 29 juillet 1996 à Atlanta)